# Jalal Hassan
Jalal Hassan Hachem (en árabe: جلال حسن حاجم; Bagdad, Irak; 18 de mayo de 1991) es un futbolista Iraquí que juega como portero y su equipo actual es el Al-Zawraa de Liga Premier de Irak.

## Clubes
| Club          | País | Año           |
| ------------- | ---- | ------------- |
| Kerbala       | Irak | 2009-2012     |
| Erbil         | Irak | 2012-2014     |
| Bagdad        | Irak | 2014-2015     |
| Al-Shorta     | Irak | 2015-2016     |
| Naft Al Wasat | Irak | 2016-2017     |
| Al-Zawraa     | Irak | 2017-presente |

## Palmarés

### Club
Al-Zawraa
- Liga Premier de Irak: 2017-18
- Copa de Irak: 2018-19
- Supercopa de Irak: 2017